# Liga de Curazao Primera División
La Liga de Curazao Primera División o Sekshon Pagá es la principal liga de Fútbol de Curazao, departamento de los Países Bajos. Luego de la disolución de Antillas Neerlandesas, esta liga ahora es la competición principal de Curazao, dejando atrás el Campeonato de las Antillas Neerlandesas.

## Historia
Fue creada en 1921, pero en la temporada 1974-75 la denominan Sekshon Pagá por el cambio de temporada, de invierno a verano.
Entre los torneos de 1959 a 2009-10 se disputaba una final para decidir al ganador del Campeonato de las Antillas Neerlandesas, la cual ganaron más veces los equipos de Curazao.

## Equipos participantes en la Sekshon Pagá 2023
Equipos de Willemstad

 Centro Dominguito

 Inter Willemstad

 Jong Holland

 Scherpenheuvel

 Sithoc

 SUBT

 Victory Boys
| Equipo                 | Ciudad     | Estadio                        |
| ---------------------- | ---------- | ------------------------------ |
| CSD Barber             | Barber     | Estadio Ergilio Hato           |
| RKSV Centro Dominguito | Willemstad | Estadio Ergilio Hato           |
| Inter Willemstad       | Willemstad | Estadio Ergilio Hato           |
| CRKSV Jong Colombia    | Boca Samí  | Estadio Ergilio Hato           |
| CRKSV Jong Holland     | Willemstad | Estadio Ergilio Hato           |
| RKSV Scherpenheuvel    | Willemstad | Estadio Doctor Antoine Maduro  |
| SC Atlétiko Saliña     | Saliña     | Estadio Rignaal Jean Francisca |
| SV SUBT                | Willemstad | Estadio Doctor Antoine Maduro  |
| UNDEBA                 | Bandabou   | Soto Arena                     |
| SV Victory Boys        | Willemstad | Estadio Ergilio Hato           |

## Palmarés
| Temporada | Campeón                   |
| --------- | ------------------------- |
| 1921      | CVB Sparta                |
| 1921-22   | CVC Juliana               |
| 1922-23   | CVB Sparta                |
| 1923-24   | No finalizado             |
| 1924-25   | CVB Sparta                |
| 1925-26   | CRKSV Jong Holland        |
| 1926-27   | Dutch Football Club       |
| 1928      | CRKSV Jong Holland        |
| 1929      | Sportclub Asiento         |
| 1930      | Sportclub Asiento         |
| 1931      | CVV Volharding            |
| 1932      | CRKSV Jong Holland        |
| 1933      | VV Transvaal              |
| 1934-35   | Sportclub Asiento         |
| 1935-36   | CRKSV Jong Holland        |
| 1936-37   | SV Racing Club Curaçao    |
| 1937-38   | CRKSV Jong Holland        |
| 1938      | Sport Unie Brion Trappers |
| 1939      | Abandonado                |
| 1940      | CRKSV Jong Holland        |
| 1940-42   | Sport Unie Brion Trappers |
| 1942-43   | Sport Club Independiente  |
| 1943-44   | CRKSV Jong Holland        |
| 1944-46   | Sport Unie Brion Trappers |
| 1946      | Abandonado                |
| 1947      | Sport Unie Brion Trappers |
| 1948-49   | CRKSV Jong Holland        |
| 1949-50   | CRKSV Jong Holland        |
| 1950-51   | Sport Unie Brion Trappers |
| 1951-52   | Sport Unie Brion Trappers |
| 1952-53   | CRKSV Jong Holland        |
| 1953-54   | Sport Unie Brion Trappers |
| 1954-55   | No disputado              |
| 1955-56   | Sport Unie Brion Trappers |
| 1956      | Sport Unie Brion Trappers |
| 1957      | No disputado              |
| 1958-59   | Sport Unie Brion Trappers |
| 1959-60   | CRKSV Jong Holland        |
| 1960-61   | RKVFC Sithoc              |
| 1961-62   | RKVFC Sithoc              |
| 1962-63   | FC Veendam                |
| 1963-64   | CRKSV Jong Colombia       |
| 1964-65   | RKSV Scherpenheuvel       |
| 1965-66   | CRKSV Jong Colombia       |
| 1966-67   | CRKSV Jong Colombia       |
| 1967-68   | CRKSV Jong Colombia       |
| 1968-69   | RKSV Scherpenheuvel       |
| 1969-70   | CRKSV Jong Colombia       |
| 1970-71   | No disputado              |
| 1971-72   | Sport Unie Brion Trappers |
| 1973      | CRKSV Jong Colombia       |
| 1974-75   | CRKSV Jong Colombia       |
| 1976      | CRKSV Jong Colombia       |
| 1976-77   | Sport Unie Brion Trappers |
| 1978      | CRKSV Jong Holland        |
| 1979      | Sport Unie Brion Trappers |
| 1980      | Sport Unie Brion Trappers |
| 1981      | CRKSV Jong Holland        |
| 1982      | Sport Unie Brion Trappers |
| 1983      | Sport Unie Brion Trappers |
| 1984      | Sport Unie Brion Trappers |
| 1985      | Sport Unie Brion Trappers |
| 1986      | RKVFC Sithoc              |
| 1987      | RKSVC Dominguito          |
| 1988      | CRKSV Jong Colombia       |
| 1989      | RKVFC Sithoc              |
| 1990-91   | RKVFC Sithoc              |
| 1991      | RKVFC Sithoc              |
| 1992      | RKVFC Sithoc              |
| 1993      | RKVFC Sithoc              |
| 1994      | CRKSV Jong Colombia       |
| 1995-96   | RKVFC Sithoc              |
| 1996      | UNDEBA                    |
| 1997      | UNDEBA                    |
| 1998-99   | CRKSV Jong Holland        |
| 2000      | CRKSV Jong Colombia       |
| 2001-02   | CSD Barber                |
| 2002-03   | CSD Barber                |
| 2003-04   | CSD Barber                |
| 2004-05   | CSD Barber                |
| 2005-06   | UNDEBA                    |
| 2006-07   | CSD Barber                |
| 2007-08   | UNDEBA                    |
| 2009      | SV Hubentut Fortuna       |
| 2009-10   | SV Hubentut Fortuna       |
| 2010-11   | SV Hubentut Fortuna       |
| 2012      | RKSV Centro Dominguito    |
| 2013      | RKSV Centro Dominguito    |
| 2014      | CSD Barber                |
| 2015      | RKSV Centro Dominguito    |
| 2016      | RKSV Centro Dominguito    |
| 2017      | RKSV Centro Dominguito    |
| 2017-18   | CRKSV Jong Holland        |
| 2018-19   | SV Vesta                  |
| 2019-20   | RKSV Scherpenheuvel       |
| 2021      | CRKSV Jong Holland        |
| 2022      | CRKSV Jong Holland        |

## Títulos por club
| Club                      | Ciudad          | Títulos | Años campeón                                                                                                  |
| ------------------------- | --------------- | ------- | --- |
| Sport Unie Brion Trappers | Willemstad      | 18      | 1938, 1942, 1946, 1947, 1951, 1952, 1954, 1955-56, 1956, 1959, 1972, 1977, 1979, 1980, 1982, 1983, 1984, 1985 |
| CRKSV Jong Holland        | Willemstad      | 17      | 1926, 1928, 1932, 1936, 1938, 1940, 1944, 1949, 1950, 1953, 1960, 1978, 1981, 1999, 2018, 2021, 2022          |
| CRKSV Jong Colombia       | Boca Samí       | 11      | 1964, 1966, 1967, 1968, 1970, 1973, 1975, 1976, 1988, 1994, 2000                                              |
| RKVFC Sithoc              | Mahuma          | 9       | 1961, 1962, 1986, 1989, 1990-91, 1991, 1992, 1993, 1995-96                                                    |
| CSD Barber                | Barber          | 6       | 2002, 2003, 2004, 2005, 2007, 2014                                                                            |
| RKSVC Dominguito          | Willemstad      | 6       | 1987, 2012, 2013, 2015, 2016, 2017                                                                            |
| UNDEBA                    | Banda Abou      | 4       | 1996, 1997, 2006, 2008                                                                                        |
| CVB Sparta                | Willemstad      | 3       | 1921, 1923, 1925                                                                                              |
| Sportclub Asiento         | Willemstad      | 3       | 1929, 1930, 1935                                                                                              |
| SV Hubentut Fortuna       | Seru di Fortuna | 3       | 2009, 2010, 2011                                                                                              |
| RKSV Scherpenheuvel       | Willemstad      | 3       | 1965, 1969, 2020                                                                                              |
| CVC Juliana               | Willemstad      | 1       | 1922 |
| Dutch Football Club       | Willemstad      | 1       | 1927 |
| CVV Volharding            | Willemstad      | 1       | 1931 |
| VV Transvaal              | Willemstad      | 1       | 1933 |
| SV Racing Club Curaçao    | Willemstad      | 1       | 1937 |
| Sportclub Independiente   | Willemstad      | 1       | 1943 |
| FC Veendam                | Willemstad      | 1       | 1963 |
| SV Vesta                  | Willemstad      | 1       | 2019 |

## Clasificación histórica
Actualizado el 17 de Diciembre de 2022. Tabla elaborada después de la disolución de las Antillas Neerlandesas que fue el 10 de octubre de 2010 para la temporada 2010-11 iniciado el 28 de noviembre hasta la finalizada temporada 2022. No contabiliza los play-offs.
| Pos. | Equipo                 | Temp. | PJ  | PG  | PE | PP  | GF  | GC  | DG.  | Pts. | Actualmente      |
| ---- | ---------------------- | ----- | --- | --- | -- | --- | --- | --- | ---- | ---- | ---------------- |
| 1    | RKSV Centro Dominguito | 12    | 222 | 128 | 51 | 43  | 469 | 246 | +223 | 435  | Primera División |
| 2    | CRKSV Jong Holland     | 12    | 221 | 120 | 63 | 38  | 383 | 210 | +173 | 423  | Primera División |
| 3    | CSD Barber             | 12    | 222 | 104 | 47 | 71  | 422 | 310 | +112 | 359  | Primera División |
| 4    | UD Banda Abou          | 12    | 221 | 76  | 65 | 80  | 333 | 328 | +5   | 293  | Primera División |
| 5    | SV Victory Boys        | 12    | 221 | 69  | 59 | 93  | 283 | 345 | -63  | 266  | Primera División |
| 6    | RKSV Scherpenheuvel    | 7     | 126 | 64  | 44 | 36  | 204 | 130 | +74  | 236  | Primera División |
| 7    | SV Vesta               | 9     | 186 | 55  | 45 | 86  | 224 | 317 | -93  | 210  | Segunda División |
| 8    | SV SUBT                | 11    | 204 | 45  | 58 | 101 | 230 | 335 | -105 | 193  | Primera División |
| 9    | SV Hubentut Fortuna    | 9     | 164 | 45  | 41 | 78  | 212 | 321 | -109 | 167  | Segunda División |
| 10   | CVV Willemstad         | 6     | 108 | 42  | 28 | 38  | 185 | 158 | +29  | 154  | Primera División |
| 11   | RKVFC Sithoc           | 7     | 131 | 35  | 31 | 65  | 165 | 229 | -64  | 133  | Segunda División |
| 12   | CRKSV Jong Colombia    | 8     | 144 | 27  | 36 | 81  | 140 | 303 | -163 | 117  | Primera División |
| 13   | SC Atlétiko Saliña     | 0     | 0   | 0   | 0  | 0   | 0   | 0   | 0    | 0    | Primera División |

1. ↑  Se le restaron 9 puntos.
2. ↑  Se le restaron 3 puntos.